# Vignoux-sous-les-Aix
Vignoux-sous-les-Aix ist eine französische Gemeinde mit 707 Einwohnern (Stand: 1. Januar 2022) im Département Cher in der Region Centre-Val de Loire. Sie gehört zum  Arrondissement Bourges und zum Kanton Saint-Martin-d’Auxigny. Die Einwohner werden Vignogilois genannt.

## Geographie
Vignoux-sous-les-Aix liegt etwa zwölf Kilometer nordnordöstlich von Bourges in der Sologne. Umgeben wird Vignoux-sous-les-Aix von den Nachbargemeinden Quantilly im Norden und Nordwesten, Menetou-Salon im Norden, Soulangis im Osten, Saint-Michel-de-Voulangis im Süden und Südosten, Pigny im Westen und Südwesten sowie Saint-Georges-sur-Moulon im Westen.

## Bevölkerungsentwicklung
| Jahr                      | 1962 | 1968 | 1975 | 1982 | 1990 | 1999 | 2006 | 2013 |
| Einwohner                 | 332  | 255  | 286  | 418  | 624  | 657  | 700  | 709  |
| Quelle: Cassini und INSEE |      |      |      |      |      |      |      |      |

## Sehenswürdigkeiten
- Kirche Saint-Loup aus dem 12. Jahrhundert